# Froilano de Mello
Indalêcio Pascoal Froilano de Mello (17 de maio de 1887 – 9 de janeiro de 1955) foi um microbiologista português, cientista médico, professor, escritor e político membro do Parlamento português.
Ao longo da carreira como cientista, Mello foi responsável pela descoberta de centenas de protozoários, parasitas e micróbios que hoje são conhecidos por nome latinos batizados por ele, seguidos do seu próprio nome. Foi prefeito de Pangim entre 1938–1945. Durante sua participação como membro do Parlamento português (1945-1949), foi o representante dos eleitores da Índia Portuguesa, que compreendia as colônias de Goa e Damão e Diu, na Assembleia Nacional de Lisboa.

## Primeiros anos

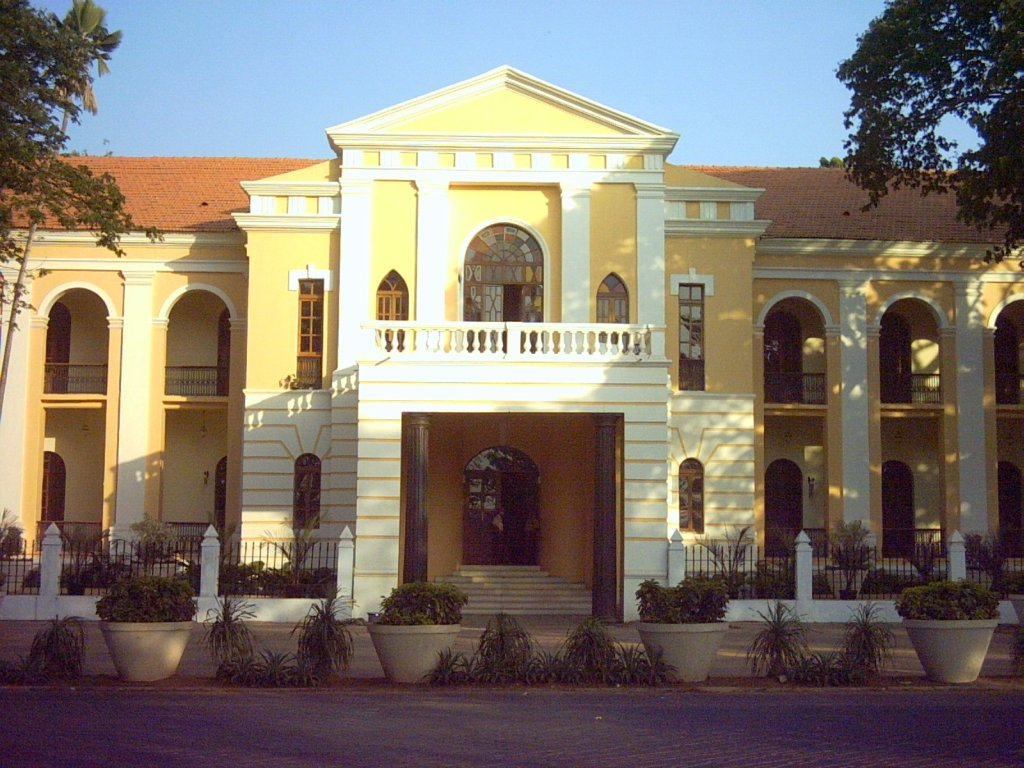
Fachada renovada da Faculdade de Medicina de Goa, antiga Escola Médico-Cirúrgica de Goa

Froilano de Mello nasceu em Benaulim, Salcete, filho de pais católicos naturais de Goa. Ele foi o mais velho dos filhos do advogado Constâncio Francisco de Mello e de Delfina Rodrigues, filha do Dr. Raimundo Venâncio Rodrigues que foi prefeito de Coimbra e membro das Cortes Gerais de Portugal além de um dos primeiros diretores da Faculdade de Medicina de Goa (então conhecida como Escola Medico–Cirurgica de Goa). Constâncio morreu quando Froilano contava com 12 anos de idade, o que causou dificuldades financeiras para a família. As rendas das propriedades portuguesas eram insuficientes para suprirem necessidades econômicas familiares e com isso, o jovem Froilano teve que trabalhar ao mesmo tempo em que estudava. Ele graduou-se como doutor em medicina na cidade de Pangim, e mais tarde repetiu o curso em Porto, Portugal. Em 1910, voltou para Goa com o diploma adicional de Medicina Tropical da Universidade de Lisboa.

## Carreira acadêmica e científica

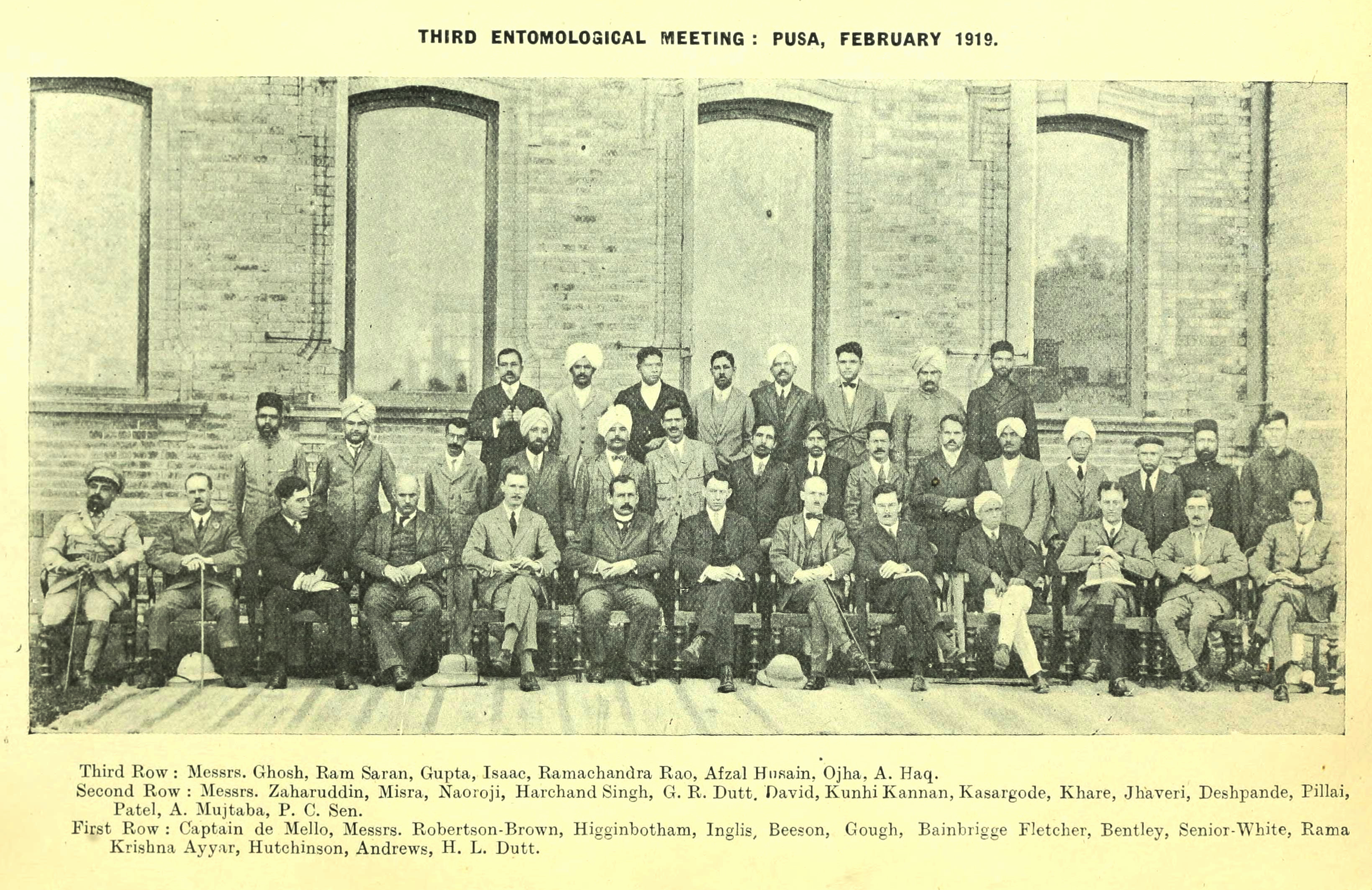
Eu bem

Em 1910, aos 23 anos de idade, foi indicado para professor da prestigiada Faculdade de Medicina de Goa. De 1913 a 1914, ele serviu como professor-assistente da Universidade de Sorbonne em Paris, e foi Professor itinerante da Universidade do Porto em 1921. Foi promovido a diretor do Instituto de Bactereologia da Faculdade de Medicina de Goa, uma pequena construção em Campal que lhe serviria como centro de pesquisas científicas entre 1914–1945. Suas publicações na área de microbiologia e parasitologia trouxeram fama internacional ao instituto graças as traduções simultâneas de seus trabalhos em inglês, português e francês. Mello se tornou mais tarde o reitor da faculdade.
Durante esse mesmo período, ele acumulou o cargo de Chefe da Saúde Pública da Índia Portuguesa e intercalou um curso de pós-graduação em parasitologia no Kaiser Willhelm Institute fuer Biologie, Berlim, e no Instituto Max Planck, Potsdam, Alemanha de 1922 a 1923. Em 1922, aos 35 anos de idade, Mello se tornou coronel do Corpo Médico do Exército Português, o mais alto posto militar médico da época, graças as suas campanhas de saúde pública em Goa, em Damão, Diu e Angola. Mello liderou a delegação portuguesa na Conferência Internacional sobre Lepra em Cuba e divulgou seus conhecimentos em várias conferências mundiais, incluindo a Conferência sobre Sanitarismo na Índia em Lucknow (1914) e o Terceiro Encontro de Entomologia em Lucknow (1914) onde, a convite do Governador-Geral da Índia, discursou sobre fungis patogênicos. Suas pesquisas em medicina tropical lhe angariaram renome internacional e reconhecimento como especialista da disciplina. Mello publicou mais de 200 textos sobre bacteriologia em revistas de línguas portuguesa, francesa e inglesa. Criou as revistas médicas em Goa Boletim Geral de Medicina, Arquivos Indo-Portugueses de Medicina e Historia Natural e Arquivos da Escola Medico–Cirurgica de Nova Goa. Seu trabalho em francês com o título de A la veille du Centenaire, foi elaborado com grandes detalhes sobre as contribuições no primeiro centenário da fundação da Faculdade de Goa. Fora do seu trabalho médico, Mello escreveu ainda em 1946 sobre o poeta bengali Rabindranath Tagore o texto com o título O Cântico da Vida na Poesia Tagoreana.
Mello foi membro da Sociedade Real Asiática de Bengala; da Academia de Ciências da Índia; das Societie de Pathologie Exotique e Societie de Biologie de Paris em Paris; Sociedade de Ciências Médicas, Sociedade de Etnologia & Antropologia e  Sociedade de Geografia de Lisboa. Ele recebeu medalhas de honra da Rainha Guilhermina da Holanda em 1938, do Papa Pio XII por ocasião da cerimônia de canonização de São João de Brito em 1947, do Presidente Ramón Grau de Cuba em 1949, do Presidente Eurico Gaspar Dutra do Brasil em 1950. Sobre as condecorações portuguesas foi agraciado com as comendas Grande Official da Ordem de Aviz, Comendador da Ordem de São Tiago e Comendador da Ordem de Benemerencia.

## Campanhas médicas
Mello trabalhou apaixonadamente para erradicar a Tuberculose e Malária em Goa. Seus esforços levaram à fundação de duas importantes instituições, os primeiros leprosários da Ásia em Macasẚna na cidade de Salcete em 1934, atualmente conhecido como Leprosaria Froilano de Mello e Dispensario Virgem Peregrina em Santa Inês, na cidade de Pangim. Foi fundador também do Sanatório de Margão em 1928 e abriu instalações para os pacientes de lepra em Damão. Em 1926, Mello, com a ajuda do aluno Dr. Luís Brás de Sá, mapeou cuidadosamente o território da Goa Velha e localizou mais de 4,800 poços infectados com mosquitos anófeles e os fechou. Teve um papel significativo na luta contra a epidemia de Malária em Goa, em 1920.
Mello também difundiu novas medidas para o saneamento básico urbano, que incluem a introdução da Polícia Sanitária em Pangim. Frente ao combate de uma epidemia de Raiva quando estava no cargo de prefeito, ele ordenou a eliminação de todos os cães de rua, oferecendo recompensas por capturas dos animais. Como resultado houve uma dramática redução nos casos da doença. Prêmios similares foram oferecidos para captura ou destruição de cobras venenosas, reduzindo as ocorrências de mordidas desses répteis.

## Prefeito de Pangim (1938–45)
Em 1926, Mello foi eleito Membro do Parlamento como representante da Índia Portuguesa em Lisboa. Contudo, após a  Revolução de 28 de maio, as eleições foram anuladas e não voltariam a ser realizadas pelos próximos dezenove anos. Mello assumiu o cargo de prefeito de  Pangim entre 1938–45. Durante esse mandato, cuidou do embelezamento e urbanização da cidade.

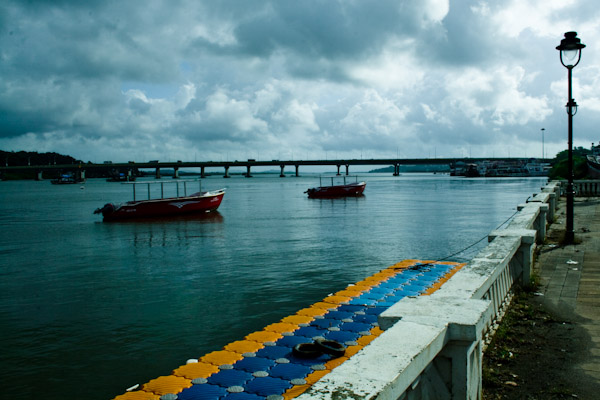
Rio Mandovi

Em 1940, Mello idealizou plano de melhorias para as praças das igrejas e a atual estrada 18 de junho na Zona Campal. Construiu balaustradas no Rio Mandovi, do centro da cidade até Campal, ao longo da avenida marginal. Plantou árvores que ladeiam as ruas, de sementes vindas de Cuba. Pés de jacaranda e acácia que foram plantadas em 1940, agora sombreiam alamedas que antes contavam apenas com coqueiros e árvores ficus.

## Membro do Parlamento (1945–49)
Em 1945, quando o Parlamento Português foi reaberto, Mello foi eleito pela segunda vez como representante da Índia Portuguesa. Foi o único político independente a servir naquela casa entre 1945–49; todos os outros eram ligados ao Partido da União Nacional de António de Oliveira Salazar. Com isso, seus discursos na Assembléia Nacional foram censurados. No início, Mello defendia posições pró-portuguesas e acreditava que Goa poderia continuar pertencente ao Império Português. Em novembro de 1946, na Assembléia Nacional em Lisboa, denunciou ações em Goa do que chamou uns poucos "quinta colunas e nazistas, intelectuais educados na Europa Central e fanáticos fracassados, que pregavam a absorção de Goa e fomentavam o ódio do povo português".
Ele lutou incansavelmente para abolir a discriminante Lei Colonial de 1930, que relegara aos cidadãos não-portugueses uma condição de segunda-classe. A lei foi rejeitada na Assembleia Nacional de 1950. Com essa mudança garantida, Mello passou a defender a independência das colônias portuguesas de Goa, Damão e Diu, que deveriam se autogovernarem mas permanecerem no Commonwealth Português. Com o Estado Novo, as colônias se tornaram parte integral de Portugal e foram rejeitadas quaisquer medidas de independência.

## Últimos anos
Após aposentar-se em Goa, Mello não foi candidato a reeleição por manobras políticas do regime de Partido Único de Salazar. Em 1950, quando ocorreu o Quinto Congresso Internacional de Microbiologia na cidade brasileira de Petrópolis, Mello esperava ser delegado de Portugal, mas não recebeu a indicação governamental. Quando isso foi anunciado, o governo brasileiro o convidou, assumindo os gastos com a viagem e a estadia.
Agora sofrendo perseguições políticas em Goa, Mello emigrou com sua esposa para o Brasil em 1951, onde três de seus filhos já haviam se estabelecido. Ele morou em São Paulo e continuou as pesquisas no campo dos protozoários, nos intestinos dos cupins. Ele descobriu várias novas espécies e dedicou ao seu novo país. Proferiu palestras e conferências no Rio de Janeiro e São Paulo e foi convidado a organizar a seção de protozoologia do Instituto Ezequiel Dias em Belo Horizonte. Mello faleceu em São Paulo de câncer nos pulmões em 9 de janeiro de 1955, aos 67 anos de idade. Seu último texto científico, Memórias do Instituto Ezequiel Dias, foi publicado em fevereiro de 1955, um mês após a sua morte.

## Vida pessoal
Mello casou duas vezes. A primeira esposa foi Marie Eugenie Caillat, aristocrata suíça de Genebra, que se mudou para Pangim após o casamento. Eugenie foi a primeira pessoa a traduzir a obra de Rabindranath Tagore para a língua francesa. Ela faleceu em 1921 de complicações da Gripe espanhola que contraira no Porto. O casal não teve filhos.
Em 15 de setembro de 1923, Mello se casou com Hedwig Bachmann, uma jovem professora suíça de Diessenhofen. Eles tiveram seis filhos: Alfredo, Eugeήia, Victor, Francisco Paulo, Cristina e Margarida. Hedwig escreveu o livro Von der Seele der Indischen Frau (Tipografia Rangel, Goa, 1941), "A alma da mulher indiana" em português. É um estudo psico-sociológico das tradições hindus a partir de interpretação de provérbios, do impacto das civilizações ariana e dravidiana  Um dos filhos, Alfredo Bachmann de Mello (1924–2010) foi um bem conhecido autor de viagens e memórias que escreveu a autobiografia From Goa to Patagonia: memoirs spanning times and spaces. Outro filho, Victor Froilano Bachmann de Mello (1927–2009) foi um renomado Engenheiro geotécnico.

## Trabalhos selecionados

### Malária
- Contribution to the study of Malaria in Goa, All India Sanitary Conference, Lucknow, 1914.
- Profilaxia malrica nas povoações rurais das Novas Conquistas, Primeira Conferência Sanitária de Goa, Pangim, 1914. Também em Boletim Geral de Medecina e Farmacia, Nova Goa, 1914.
- Alguns problemas sobre a malária em Goa, Ibid., 1914.
- Rapport sur les resultats du traitement des divers etats du paludisme par la Smalarina du Prof. Cremonese, "Transactions of the VII Congress of the Far East Association of Tropical Medicine", Calcutá, 1928.
- Indicacões do emprego da plasmoquina na terapêutica e profilaxia da malária, Boletim Geral de Medecina e Farmácia, Pangim, 1929.
- Sur l'emploi de la plasmoquine dans le traitement du paludisme, Presse Medicale, Paris, setembro, 1929.
- Sur une mthode pour delimiter l'tendue des splenomegalies et enregistrer d'une faon prcise leurs oscillations ulterieures,  Bulletin Soc. Pathologie Exotique, Paris, 1929.
- O Fomento das Novas Conquistas e suas relaões com os problemas de assistência e saneamento, Terceiro Congresso Colonial Nacional, Lisboa 1930. Também em Boletim Geral de Medicina e Farmácia, Nova Goa 1930.
- La plasmoquination en masse des localits malariennes et ses resultats prophylactiques, Bulletin Soc. Pathologie Exotique Paris, junho de 1931.
- A scheme for malarial sanitation in rural areas, The Antiseptic, Madras, setembro de 1933.
- Premiere Campagne Antimalarienne active E0 Goa, Arquivo da Escola Médico-Cirúgica, Nova Goa, Série B, 1934.
- Nota final sobre a presente campanha anti-palustre. – Ibid, 1934.
- On the mass chimiprophylaxy of malarial areas and its practical results, Medicina, Lisboa, 1935.
- Sobre a Quimioprofilaxia das localidades malricas e seus resultados práticos após dois anos de experiência pessoal, Jornadas Médicas Galaico-Portuguesas, Orense, 1935. Também em Portugal Médico, Porto, maio de 1936.
- Experimental studies on the treatment of malarial splenomgalies by the method of Ascoli, South Africa Medical Journal, novembro de 1938. Também em Compt Rendues du Congres de 1st South Africa Medical Association, Lourenço Marques, 1939.
- Experiences cliniques sur le traitement des splenomgalies palustres par la mthode d'Ascoli, A Medicina Contemporânea, Lisboa, novembro de 1938.
- La campagne antimalarienne dans les regions rurales de e Portugaise, Rivista Malariologia, Roma, 1938.
- O problema da endemia malarica na Índia Portuguesa, Clínica, Higiene e Hidrologia, Lisboa, 1936.
- Treatment of malaria with special reference to the chemoprophylaxis of malaria in Portuguese India, South African Medical Journal, dezembro de 1938. Também em O Médico, Nova Goa, 1939.
- Resultats de 5 ans d'experience personelle sur la prophylaxie quinosynthtique des regions a haute endmicit palustre, Acta Conventius Tertii de Tropicis ut que Malaria Morbis (Congresso de Amsterdã, 1938).
- A orientação da campanha antimalárica nas Novas Conquistas, seus resultados practicos e a liçao que delas deriva para a nossa conducta futura, A Medicina Contemporânea, Lisboa, agosto de 1937, também em  Boletim Geral de Medicina e Farmácia, Nova Goa, 1938.

### Tuberculose
- Estado Actual da Ciencia sobre a tuberculose pulmonar, Boletim Geral de Medicina e Farmácia, Nova Goa, 1912.
- Une nouvelle conception sur le mode d'action des tuberculines, Ibid, 1913.
- Um caso de antracose pulmonar simulando a tuberculose, Ibid,  1917.
- Un programe a suivre dans la declaration obligatoire de la tuberculose a l'Inde Portugaise, Revue d'hygiene et police  Sanitaire, Paris, 1914.
- Conferência Provincial sobre a Tuberculose, Boletim Geral de Medicina e Farmácia, Nova Goa, 1934.

### Lepra
- Traitement de la lepre, Presse Medicale, Paris, 1921.
- Estado actual de Quimioterapia antileprosa, A Medecina Ibera, Madrid, 1925.
- Breves consideraçõ sobre o estado actual da Quimioterapia anti-leprosa (com impressões clínicas pessoais sobre algumas das medicaoões preconizadas)-- comunicado no Congreso Luso Espanhol em Coimbra, Boletim Geral de Medicina e Farmácia, Nova Goa, 1925.
- Etat actuel de chimiotherapie antilepreuse, Presse Medicale, Paris, 1925.
- Primeira Conferência da Lepra na Índia Portuguesa, Arquivos Indo Portugueses de Medicina e Historia Natural, Vol IV, 1927.
- Wie soll die Lepra bekampft werden, Die Medizin Welt, Berlin, outubro 1928.
- Une croisade internationale, combattant la Lepre, simultanement dans tous les pays, pourrait eteindre ce fleau en quelques decades, Cogresso de Medicina Tropical do Cairo, 1928.
- Le probleme de la lepre dans l'Inde Portugaise, Revue D'hygeine et de Medicine Preventive NBA V, Paris, 1931
- Treatment of Leprosy by intravenous injections of pure Chaulmogra oil, Medical Digest, Bombaim, agosto de 1935.
- A campanha anti leprosa na Índia Portuguesa, Arquivo da Escola Médico-Cirugica, Nova Goa, Série B, 1915.
- Traitement de la lepre d'apres 3 ans d'experience personelle, XI Congresso Internacional de Dermatologia de Budapeste, 1935
- Como eu trato os meus leprosos (conclusões baseadas em 3 anos de experiências na Leprosária Central de Macasana), Jornadas Medicas Galaico-Portuguesas, Orense, 1935. Também em Portugal Médico, Porto, 1936.
- Leprosaria Central de Goa (Relatório), Arquivo da Escola Médico-Cirúgica, Nova Goa, Serie B, 1937
- Traitement et guerison de la Lepre, II Semaine Medicale Internationale, Montreux, 1935.
- O problema da Lepra. Como se deve agir e como eu agi na nossa India – Lecture in the Liga da Profilaxia Social, Porto, Volume das Conferencias, 1939. Também em Boletim Geral de Medicina e Farmácia, Nova Goa, 1938.

## Citações
1. ↑  Supergoa Acessado em 3-11-13
2. 1 2 3 4 5 6 7 8 9  da Silva Gracias 1994, p. 189
3. 1 2 3 4 5 6  Vaz 1997, p. 305
4. 1 2 3 4 5 6 7 8 9 10 11 12 13 14 15 16 17 18 19 20 21 22  Colaco de Mello
5. 1 2 3 4 5  Vaz 1997, p. 303
6. ↑  Vaz 1997, p. 304
7. 1 2  "Fifth Columnist in Goa", 1 de dezembro de 1946, The Colonial Times, Quênia
8. 1 2 3 4 5  Vaz 1997, p. 306
9. ↑  
«Obituary – Alfredo de Mello – WWII Veteran, Ex POW – eldest son of renowned Dr. Froilano de Mello». Goanvoice.com. 18 junho de 2010. Consultado em 1 janeiro de 2011. Cópia arquivada em 24 de dezembro de 2011